# Њивиште
Њивиште (мкд. Нивиште) је насељено место у Северној Македонији, у северозападном делу државе. Њивиште припада општини Маврово и Ростуша.

## Географски положај
Насеље Њивиште је смештено у северозападном делу Северне Македоније. Од најближег већег града, Гостивара, насеље је удаљено 45 km западно.
Село Њивиште се налази у горњем делу високопланинске области Река. Насеље је положено високо, на источним висовима планине Кораб. Источно од насеља тло се стрмо спушта у клисуру реке Радике. Надморска висина насеља је приближно 1.170 метара.
Клима у насељу је планинска.

## Историја
До почетка 20. века Њивиште је било цело албанско, али је 1/2 њих било православне вероисповести. Тада су сви православни мештани били верници Српске православне цркве.

## Становништво
По попису становништва из 2002. године Њивиште је имало 7 становника.
Претежно становништво у насељу су Албанци (100%).
Већинска вероисповест у насељу је ислам. До почетка 20. века 1/2 мештана је била православне вероисповести.